# Спатиализация
Спатиализация — пространственные формы, в которых воплощается социальная активность и материальная культура. Согласно Фуко, спатиализация приводит к образованию культурных форм разных масштабных уровней от жестов и телесных манер до геополитических отношений государств. Спатиализация непрерывно изменяется, поскольку отражает перформативную актуализацию данного пространственного порядка и зависит от неё.
Спатиализация является продуктом борьбы за смысловое содержание местоположений, оценку и репутацию местности. Примеры спатиализации — стереотипирование и идолизация каких-либо местностей как части национальной или культурной идентичности. Так, Русская равнина может рассматриваться как портретное отражение идентичности русского народа, улица возле Дома правительства, которая в телевизионных новостях обычно предваряет сообщение о правительстве, идентифицируется с российской исполнительной властью.